# Dezoksiholna kiselina
Dezoksiholna kiselina (dezoksiholat, holanoinska kiselina, 3α,12α-dihidroksi-5β-holanat) je žučna kiselina. Dezoksiholna kiselina je pripadnik grupe sekundarnih žučnih kiselina, koje su metabolički nusprodukti intestinalnih bakterija. Dve primarne žučne kiseline koje se izlučuju iz jetre su holna kiselina i henodezoksiholna kiselina. Bakterije metabolišu henodezoksiholnu kiselinu u sekundarnu žučnu kiselinu, litoholnu kiselinu, i holnu kiselinu u dezoksiholnu kiselinu.